# Pleurerythrops monospinosa
Pleurerythrops monospinosa är en kräftdjursart som beskrevs av Liu och Wang 1986. Pleurerythrops monospinosa ingår i släktet Pleurerythrops och familjen Mysidae. Inga underarter finns listade i Catalogue of Life.